# Корнельяно-Лауденсе
Корнельяно-Лауденсе (итал. Cornegliano Laudense) — коммуна в Италии, располагается в регионе Ломбардия, подчиняется административному центру Лоди.
Население составляет 2482 человека, плотность населения составляет 496 чел./км². Занимает площадь 5 км². Почтовый индекс — 20070. Телефонный код — 0371.
Покровителями коммуны почитаются святые апостолы Симон и Иуда, празднование в четвёртое воскресение октября.